# Lennie Rosenbluth
Leonard Robert Rosenbluth, detto Lennie (New York, 22 gennaio 1933 – 18 giugno 2022), è stato un cestista statunitense, professionista nella NBA.

## Carriera
Venne selezionato dai Philadelphia Warriors al primo giro del Draft NBA 1957 (6ª scelta assoluta).

## Palmarès
- Campione NCAA (1957)
- NCAA AP All-America First Team (1957)
- NCAA AP All-America Second Team (1956)